# باتريشيا دينين
باتريشيا دينين (بالإنجليزية: Patricia Dineen)‏ هي راقصة على الجليد أمريكية، ولدت في 1936 في نيويورك في الولايات المتحدة، وتوفيت في 1961.